# Gollalingammanahalli, Sandur
Gollalingammanahalli là một làng thuộc tehsil Sandur, huyện Bellary, bang Karnataka, Ấn Độ.